# Џулија Манкусо
Џулија Манкусо (енгл. Julia Mancuso; Рино, 9. март 1984), бивша је америчка алпска скијашица. Такмичила се првенствено у спусту и супервелеслалому али је златну олимппијску медаљу освојила у велслалому на Олимпијским играма у Торину 2006. године. У Светском купу победила је седам пута.

## Биографија
Џулија Манкусо је у Светском купу дебитовала 20. новембра 1999. у Копер Маунтину. Прве бодове је освојила у супервелеслалому, 20. јануара 2001. у Кортини д'Ампецо, када је била 27. У првим годинама такмичења у Светском купу није имала већег успеха али је зато на јуниорским светским првенствима освојила осам медаља од којих пет златних.
Напредак у Светском купу остварује у сезони 2004/05. када је сезону окончала на деветом месту, претходне сезоне била је 55. у укупном поретку. Исте године на Светском првенству у Бормију освојила је бронзане медаље у супервелеслалому и велеслалому.

### Олимпијско злато
На Олимпијским играма 2006. у Торину је остварила највећи успех у каријери освајањем златне медаље у велеслалому. Ту сезону је завршила на осмом месту у укупном поретку.
По завршетку сезоне оперисала је десни кук. После неколико месеци вратила се тренинзима у августу а до почетка сезоне 2006/07. се потпуно опоравила.
Иако није започела сезону на најбољи начин ипак је током остварила огроман напредак. Први пут је победила у спусту 19. децембра 2006. у Вал д'Изеру а следећег дана је освојила друго место такође у спусту. Током ове сезоне победила је на још три трке, у супервелеслалому, комбинацији и још једном спусту. На Светском првенству 2007. у Ореу освојила је сребро у комбинацији. У наставку сезоне после неколико одличних резултата у Тарвизиу укључила се у борбу за укупну победу у Светском купу. Међутим, сезону је завршила на трећем месту, што је био најбољи пласман неке Американке још од сезоне 1982/83. када је Тамара Макини такође била трећа.

### Стагнација
Након те сезоне Манкусо је имала бројне проблеме са леђима и није остваривала запаженије резултате. На Олимпијским играма 2010. у Ванкуверу освојила је две сребрне медаље, у спусту и комбинацији. Олимпијско злато у велеслалому из Торина није одбранила.
На Светском првенству 2011. у Гармиш-Партенкирхену освојила је сребро у супервелеслалому.
Месец дана након тог такмичења победила је у спусту који је вожен на финалу Светског купа у Ленцерхајду, то јој је била прва победа после четири године.

## Приватни живот
Џулија Манкусо је рођена у Рину у Невади а одрасла је у Лејк Тахоу са две сестре Ејприл и Саром. Када је имала пет година њен отац је ухапшен и осуђен за шверц марихуане у вредности од 140 милиона долара.

## Победе у Светском купу
7 победа (3 у спусту, 2 у супервелеслалому, 1 у комбинацији и 1 у паралелном слалому)
| Датум              | Место                | Дисциплина       |
| ------------------ | -------------------- | ---------------- |
| 19. децембар 2006. | Вал д'Изер           | Спуст            |
| 14. јануар 2007.   | Алтенмаркт им Понгау | Суперкомбинација |
| 19. јануар 2007.   | Кортина д'Ампецо     | Супервелеслалом  |
| 3. март 2007.      | Тарвизио             | Спуст            |
| 16. март 2011.     | Ленцерхајде          | Спуст            |
| 5. фебруар 2012.   | Гармиш-Партенкирхен  | Супервелеслалом  |
| 21. фебруар 2012.  | Москва               | Паралелни слалом |